# Eois violada
Eois violada är en fjärilsart som beskrevs av Paul Dognin 1899. Eois violada ingår i släktet Eois och familjen mätare. Inga underarter finns listade i Catalogue of Life.